# (34311) 2000 QE188
2000 QE188 (asteroide 34311) é um asteroide da cintura principal. Possui uma excentricidade de 0.10437310 e uma inclinação de 12.79203º.
Este asteroide foi descoberto no dia 26 de agosto de 2000 por LINEAR em Socorro.